# Особняк В. А. Лемана
Особняк (усадьба) В. А. Лемана — историческое здание в Москве, построенное в конце XIX века. Объект культурного наследия федерального значения. Расположен в Гороховском переулке, дом 19, строение 1.

## История
Одноэтажный особняк был возведён в 1885 году по проекту архитектора В. А. Гамбурцева для гражданина Швейцарии Якова Лерха. В 1894 году дом перестроен и расширен за счёт двухэтажных пристроек к торцам архитектором А. Э. Эрихсоном. Заказчиком был В. А. Леман, председатель правления Московского промышленного банка. При перестройке снесён деревянный дом, выходивший ранее на красную линию переулка. В 1898 году флигель (современное строение 4), построенный Гамбурцевым, был продлён по проекту Эрихсона до переулка.

## Архитектура
Дом оформлен в стиле эклектики. Использованы, в частности, приёмы позднего барокко. Боковые оси низкого растянутого фасада оформлены парами каннелированных коринфских колонн. Терраса на противоположном фасаде особняка выходила в сад (не сохранился). Композиция в планировке владения с постановкой главного дома в глубине участка, за палисадником, а также с расположением проезда вдоль служебного флигеля, соответствует традиционной планировке усадьбы. Среди интерьера особняка сохранились резные двери из дуба, а также лепной плафон в зале. Сохранилась историческая кованая ограда по переулку.